# Ambodimandresy
Ambodimandresy is een plaats en commune in het noorden van Madagaskar, behorend tot het district Antsohihy, dat gelegen is in de regio Sofia. Tijdens een volkstelling in 2001 telde de plaats 9.973 inwoners.
De plaats biedt enkel lager onderwijs aan. 98 % van de bevolking werkt als landbouwer. Het belangrijkste landbouwproduct is rijst; andere belangrijke producten zijn bananen en tabak. Verder is 2% actief in de dienstensector.